# Zygogynum tieghemii
Zygogynum tieghemii är en tvåhjärtbladig växtart. Zygogynum tieghemii ingår i släktet Zygogynum och familjen Winteraceae.

## Underarter
Arten delas in i följande underarter:
- Z. t. synchronanthum
- Z. t. thulium
- Z. t. tieghemii